# Soviet de Petrograd

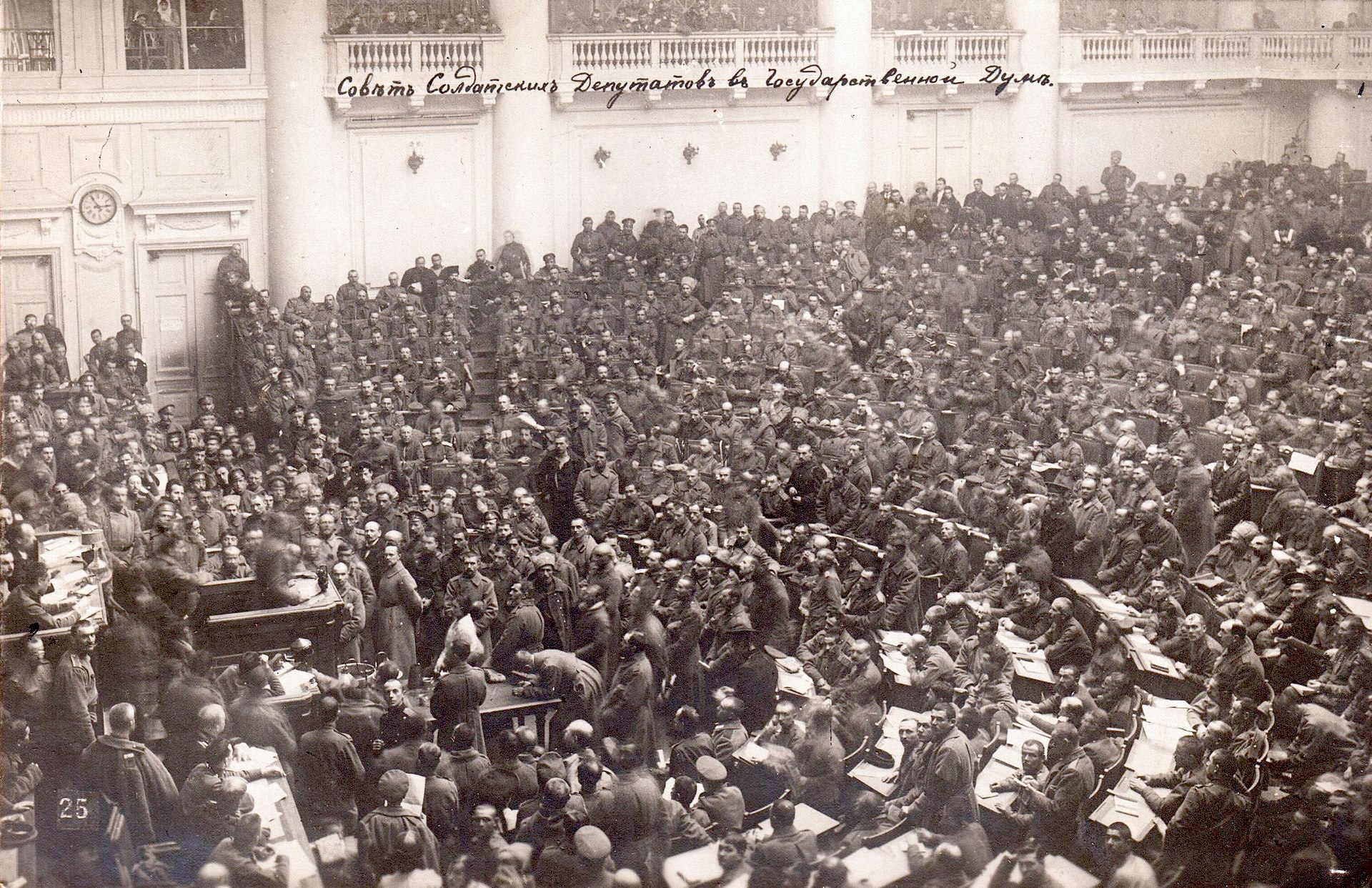
Una assemblea del Soviet de Petrograd, 1917

El Soviet d'Obrers i Soldats de Petrograd, dit habitualment Soviet de Petrograd, s'establí el març de 1917 després del triomf de la Revolució de Febrer com a organisme representatiu dels obrers de Petrograd.
Aquest soviet, que va tenir un paper important en la Revolució Russa com a contrapoder al Govern Provisional, serví com a base a Lenin per dur a terme el cop d'estat bolxevic que s'anomena Revolució d'Octubre.

## Formació
Durant la Revolució de 1905, ja hi havia hagut un Soviet de Sant Petersburg; ara bé, els orígens del Soviet de Petrograd cal situar-lo en el Grup Central d'Obrers (Центральная Рабочая Група, Tsentral'naya Rabochaya Grupa), que el novembre de 1915 crearen els menxevics per defensar els interessos dels treballadors davant del Comitè Militar-Industrial de Petrograd. Aquest organisme va anar radicalitzant-se a mesura que la perllongació de la Primera Guerra Mundial va anar deteriorant cada vegada més les condicions de vida de la capital; així, el Grup Central d'Obrers convocava manifestacions i difonia proclames revolucionàries.
El 1917, el dia que, segons el calendari julià, oficial a Rússia fins a 1918, era 27 de gener però segons el calendari gregorià era 9 de febrer, la cúpula dirigent del Grup Central d'Obrers fou empresonada a la Fortalesa de Sant Pere i Sant Pau per ordre del ministre de l'interior Alexander Protopopov. Un mes després, però, el 27 de febrer (12 de març), durant els inicis de la Revolució de Febrer, una multitud de soldats rebels alliberà els detinguts, i, llavors, el president del Grup Central va convocar una reunió per organitzar i elegir un Soviet a Petrograd.
Aquell vespre, entre cinquanta i tres-centes persones es reuniren al Palau Tauride, i elegiren un comitè provisional (Ispolkom) encapçalat pel menxevic Níkoloz Txkheïdze, el qual, a finals de març seria substituït pel seu correligionari Irakli Tsereteli. L'endemà, el 28 de febrer (13 de març), tingué lloc la sessió plenària en què delegats elegits per les fàbriques i pels soldats s'afegiren al soviet, dominat aleshores pels moderats. En dues setmanes d'entusiasme revolucionari, el Soviet, que tenia el diari Izvestia com a òrgan oficial, va arribar a disposar de tres mil delegats, la majoria soldats, és a dir, obrers o pagesos a qui s'havia reclutat a la força per anar a combatre a la Gran Guerra.
Com que no hi havia un reglament de sessions com els que es donen els Parlaments, les reunions del Soviet acostumaven a ser caòtiques i confuses, d'ací que només servissin per fer-hi proclames i discursos. Aviat, l'Ispolkom, controlat pels partits, va esdevenir l'òrgan que realment prenia les decisions.
El 18 de març (31 de març) va acordar-se donar tres llocs a l'Ispolkom a cadascun dels partits socialistes, amb la qual cosa un grup d'intel·lectuals radicals va passar a dirigir el moviment obrer i pagès. Les reunions de l'Ispolkom eren més tenses i tan desordenades com les de l'assemblea, i, sovint, s'allargaven massa.

## El Poder Dual
El 27 de febrer (12 de març), a l'inici de la Revolució de Febrer, la Quarta Duma va crear el Comitè de la Duma, presidit per Mikhaïl Rodzianko, qui negocià amb el tsar Nicolau II la seva abdicació. El Comitè va proclamar-se govern de l'imperi Rus, però va haver de competir pel poder amb el Soviet de Petrograd, que s'havia creat aquell mateix dia. L'1 de març (14 de març), l'Ispolkom va decidir mantenir-se al marge de la Duma, però l'endemà, el dia 2 (15), el dia que el Tsar abdicà, el Comitè i el Soviet acordaren crear un Govern Provisional, el qual estigué format per molts antics membres del Comitè, organisme que, formalment, va continuar existint fins que la Duma el va dissoldre el 6 de setembre (19 de setembre); de fet, però, després de la constitució del Govern Provisional, el Comitè no va tenir cap paper rellevant.
El Soviet va rebre els vuit punts del programa del Govern Provisional; el Soviet va nomenar una comissió supervisora (nabliudatel'nyi komitet) i va promulgar una moció de suport condicional a les noves autoritats.
Tanmateix, aviat va quedar clar que el Govern Provisional, presidit pel Príncep Lvov, no gaudiria pas del monopoli del poder en la Rússia post-tsarista, ja que el Soviet de Petrograd va proclamar les seves ordres com ara l'Ordre No. 1, adreçada als mariners i soldats instruint-los d'obeir els seus oficials i el Govern Provisional només si les seves ordres no contradeien els decrets del Soviet, com també s'assegurà el control de facto sobre correus, telègrafs, la premsa, els ferrocarrils, els proveïments i d'altres infraestructures. El 8 de març (13 de març), el Soviet va crear un Govern a l'Ombra amb una comissió de contacte encarregada d'informar el Govern Provisional sobre les demandes revolucionàries del poble, de pressionar el govern per assolir-les i de controlar-ne l'aplicació. El 19 de març (1 d'abril), el Soviet va nomenar comissaris per controlar els destacaments militars de primera línia del front.
Sovint l'Ispolkom atacava el Govern Provisional titllant-lo de burgès; tot i així, en un primer moment, el soviet no s'oposava pas a la guerra, i les seves divisions internes duien a manifestacions ambivalents; ara bé, una cosa que sí que semblava preocupar als seus membres era la possibilitat que els militars fessin un cop contrarevolucionari, per això volia assegurar-se el control de les tropes de la guarnició.
L'Ispolkom va arribar a tenir nou membres el 8 d'abril (21 d'abril), nou que representaven la secció de soldats i deu la secció d'obrers. Tots els seus membres pertanyien o bé als menxevics o bé als socialrevolucionaris.
Després d'haver realitzat una consulta als soviets de Totes les Rússies, el Soviet de Petrograd va començar a admetre representants d'altres ciutats i regions i de les línies del front, i va començar a denominar-se Soviet d'Obrers i Soldats de Totes les Rússies. Així com l'Ispolkom va esdevenir el Comitè Central Executiu de Totes les Rússies (CEC o VTsIK) i tenia uns setanta membres. Les reunions de l'Assemblea general van anar espaiant-se, de tal manera que, per l'abril, ja havien passat de diàries a setmanals.

## Manifestacions i protestes al carrer
Disputes sobre la guerra van dur, tant a Petrograd com a Moscou, a una onada de protestes al carrer els dies 7-8 d'abril (20-21 d'abril), en què fins i tot unitats militars protestaren davant del Palau Mariinsky. Els bolxevics van atiar les protestes, potser amb la intenció de prendre el poder, mentre que el VTsIK va fer crides a la calma com també va aconseguir aturar els plans del general Lavr Kornilov de treure l'artilleria al carrer. Al final, grups antibolxevics i progovernamentals aconseguiren aturar els agitadors.
Després d'aquestes protestes, va haver-hi dimissions al Govern Provisional, i el 18 d'abril (1 de maig), a canvi d'algunes concessions, el VTsIK va decidir permetre als seus membres entrar al govern (els bolxevics i alguns dirigents de l'ala esquerra dels menxevics com ara Julius Martov s'hi oposaren, ja que estaven en contra de qualsevol mena de col·laboració amb el Govern Provisional). Així, el 23 d'abril (6 de maig) es formà un nou govern en què sortiren del gabinet Alexander Gutxkov i Pavel Milyukov, el líder dels Kadets, i hi van entrar set socialistes, entre els quals el dirigent socialrevolucionari Aleksandr Kérenski com a Ministre de la Guerra.

## L'ascens dels bolxevics

### L'Oposició
Després de l'entrada dels menxevics i dels socialrevolucionaris al Govern Provisional, els bolxevics capitalitzaren l'oposició al Govern; a partir d'aleshores, la seva tàctica fou la de culpar els altres partits socialistes de les polítiques impopulars del govern. Per tal de dur a terme la seva propaganda, el juny van publicar-se cada dia cent mil exemplars del Pravda.

### Les Jornades de Juliol
El 16 de juny (29 de juny), Alexander Kerensky, ministre de guerra i de marina, va ordenar una gran ofensiva russa contra les forces austrohongareses, la qual, malgrat alguns èxits inicials, fou derrotada i, el 6 de juliol (19 de juliol), va començar una contraofensiva alemanya i austrohongaresa. Per altra banda, les reivindicacions nacionalistes d'Ucraïna van crear divisions dins del govern.
El sentiment de rebuig a la guerra i les notícies del fracàs de l'ofensiva van dur a tota una sèrie de protestes al carrer, que aviat van esdevenir violentes, la qual cosa feu concebre als bolxevics la idea d'encapçalar una rebel·lió contra el govern difonent el lema Tot el Poder per als Soviets.
Un cop dominada la revolta, Kerensky, nou president del Govern Provisional després de la dimissió del Príncep Lvov el 7 de juliol (20 de juliol), va ordenar la detenció de Lenin i d'altres dirigents bolxevics, acusant-los d'incitar a la revolta comptant amb el suport alemany. Lenin va aconseguir fugir a Finlàndia, però d'altres bolxevics, entre els quals Trotski i Lunatxarskiy, foren detinguts i empresonats el 22 de juliol (4 d'agost).

### L'Afer Kornilov
Igual com molts d'altres russos, el general Lavr Kornilov, comandant en cap de l'Exèrcit, creia que el país estava a punt de caure en l'anarquia, i que calia evitar la derrota de Rússia en la guerra contra Alemanya i Àustria-Hongria. Per això, considerava que s'havia de penjar Lenin i els seus espies alemanys, clausurar els soviets, restaurar la disciplina militar i reestructurar el Govern Provisional.
Segons sembla, Kornilov, segurament a partir d'informacions errònies o distorsionades de Petrograd, creia que Kérenski l'havia autoritzat a marxar sobre la capital per imposar-hi l'ordre. Davant d'aquest fet, el 27 d'agost (9 de setembre) Kérenski va destituir Kornilov acusant-lo d'intentar cometre un cop d'estat per instaurar una dictadura militar. Al final, Kérenski va poder dominar la situació gràcies a les tropes lleials del general Aleksandr Krymov.
Per tal de resistir un possible atac de les forces de Kornilov, el VTsIK es va veure en la necessitat de recórrer a l'aparell militar dels bolxevics. A més, Kérenski va ordenar repartir 40.000 fusells entre els obrers de Petrograd, molts dels quals anaren a parar a mans dels bolxevics.
Després de l'Afer Kornilov, el Soviet de Petrograd va radicalitzar-se cap a l'esquerra, mentre que els sectors de centre i de dreta s'agruparen amb Kérenski. Al final, sota pressions del VTsIK, el govern va acabar alliberant els dirigents bolxevics empresonats arran de les Jornades de Juliol.

### Cap a la Revolució d'Octubre
Cap a finals de l'estiu de 1917, havia baixat força l'assistència a les assemblees del Soviet, i, de fet, molts dels soviets de localitats menors existien només sobre el paper. Per altra banda, a mesura que els altres partits socialistes abandonaven els soviets, els bolxevics hi incrementaven la seva presència. Així, el 12 de setembre (25 de setembre), van aconseguir la majoria a la secció d'obrers i fou elegit president del Soviet de Petrograd Trotski, qui va convertir el soviet en un apèndix del partit marginant el VTsIK, on encara hi tenien majoria els menxevics i els socialrevolucionaris, i els soviets no controlats pels bolxevics, per formar una nova estructura sota control del Partit.
Els bolxevics van usar el seu control del Soviet de Petrograd per convocar un segon Congrés de Soviets de Totes les Rússies per al 20 d'octubre (2 de novembre), malgrat comptar amb el suport de només vuit dels cent seixanta-nou soviets. Aquest congrés de soviets havia de servir com a instrument per desacreditar les eleccions a l'Assemblea Constituent, convocades per a novembre. En un principi, el VTsIK va rebutjar el Congrés i va denunciar els mètodes dels bolxevics per obtenir-hi delegats, però, sobtadament, el 4 d'octubre (17 d'octubre) el buró del VTsIK va aprovar el Congrés.
El 6 d'octubre (19 d'octubre), davant l'avenç de les tropes alemanyes, el govern va plantejar-se abandonar Petrograd i instal·lar-se a Moscou. El VTsIK va denunciar la mesura, i Trotski va aconseguir que la secció de soldats, encara controlada pels menxevics, votés una resolució condemnant el trasllat. Per això, el Govern va ajornar indefinidament els plans de trasllat i va intentar enviar cap al front unitats de les guarnicions de Petrograd, mesura a la qual s'hi oposaren els soldats i el VTsIK. Tres dies després, el Soviet va proposar crear un Comitè de Defensa Revolucionària, que, segons una esmena de Trotski, havia de controlar la seguretat de Petrograd tant contra els alemanys com contra les amenaces internes. La resolució, tot i la resistència dels menxevics, fou aprovada el 12 d'octubre (25 d'octubre) i aprovada quatre dies més tard pel Soviet, malgrat els avisos dels menxevics i dels socialrevolucionaris, amb la qual cosa, es va procedir a crear el Comitè Militar Revolucionari dit també Milrevcom.
El president del Milrevcom era Pavel Lazimir, amb Nikolay Podvoysky com a vicepresident. Bàsicament, servia de cobertura per als activitats de l'Organització Militar Bolxevic. El dia de l'alçament, Podvoysky prengué control del Comitè, amb Vladímir Antónov-Ovséienko com a secretari. Tant el VTsIK com el Govern Provisional havien perdut el control de les tropes del districte militar de Petrograd, i sense ordres, la guarnició es mantindria neutral. De fet, actuant en nom de la secció de soldats del Soviet, el Milrevcom prengué el control de les tropes de guarnició durant la nit del 21 d'octubre (3 de novembre). El coronel Polkovnikov, comandant del districte, no va voler acceptar aquest control, i el Milrevcom els va denunciar públicament com a arma directa de les forces contrarevolucionàries.
L'alçament bolxevic, és a dir la Revolució d'Octubre, començà el 24 d'octubre (6 de novembre), després que les forces contrarevolucionàries intentessin prendre algunes mesures per protegir el govern. El Milrevcom va enviar escamots armats per apoderar-se de les principals oficines de telègrafs, com també dels ponts sobre el riu Neva. Cap a la nit, el control bolxevic ja era un fet.

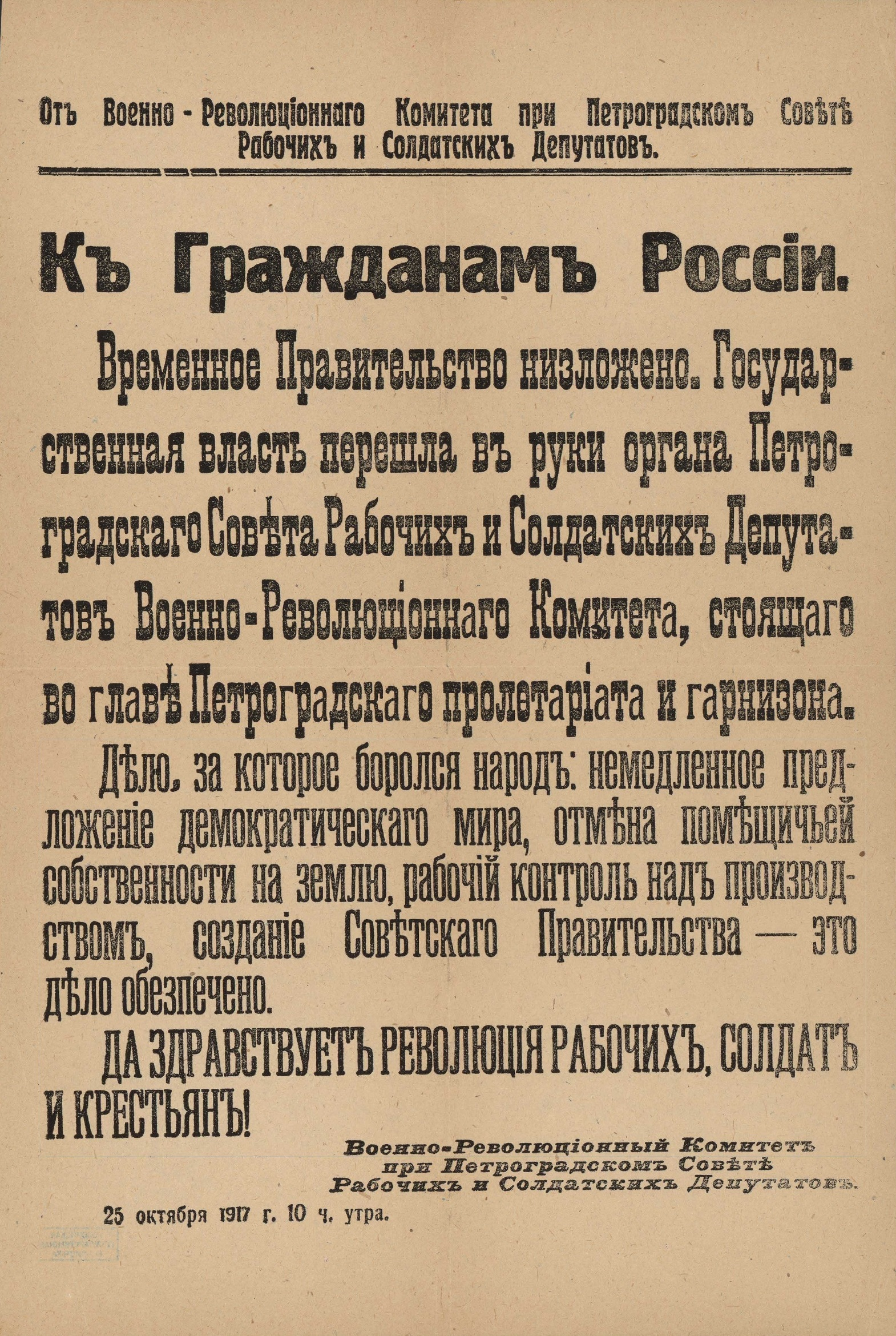
La proclama del Comitè Militar Revolucionari de dissolució del Govern Provisional

A les deu del matí del 25 d'octubre (7 de novembre), el Milrevcom va publicar una proclama, escrita per Lenin, de dissolució del Govern Provisional i de transmissió del poder al Soviet de Petrograd. A primeres hores de la tarda, Trotski va convocar una sessió extraordinària del Soviet de Petrograd, per preparar el Congrés dels Soviets. La reunió estigué controlada pels bolxevics i per la facció esquerrana dels socialrevolucionaris.
Aquell mateix vespre, va començar el Segon Congrés dels Soviets. Els sis-cents delegats elegiren un presidium amb tres menxevics i vint-i-un bolxevics i socialrevolucionaris d'esquerra. L'endemà, però, el VTsIK va rebutjar les decisions del congrés i va demanar als soviets i a l'exèrcit que defensessin la Revolució.
El 26 d'octubre (8 de novembre), el Congrés va aprovar el Decret de Pau, el Decret de la Terra i la formació d'un nou govern denominat Consell de Comissaris del Poble sota la presidència de Lenin, que havia d'actuar fins a la reunió de l'Assemblea Constituent. El VTsIK fou dissolt, i substituït per un grup de cent un membres (amb seixanta-dos de bolxevics), sota la presidència de Lev Kàmenev. En teoria, el Consell de Comissaris del Poble havia de respondre davant del VTsIK, però aquesta organització no tenia cap poder efectiu.